# Sclerogenia jessica
Sclerogenia jessica là một loài bướm đêm trong họ Noctuidae.